# ガリア目
|  | アムボレラ目 スイレン目 アウストロバイレヤ目 センリョウ目 カネラ目 コショウ目 クスノキ目 モクレン目 ショウブ目 オモダカ目 ヤマノイモ目 タコノキ目 ユリ目 キジカクシ目 ダシポゴン科 ヤシ目 イネ目 ツユクサ目 ショウガ目 マツモ目 キンポウゲ目 アワブキ科 ヤマモガシ目 ツゲ目 ヤマグルマ目 グンネラ目 ハマビシ目 ニシキギ目 キントラノオ目 カタバミ目 マメ目 バラ目 ウリ目 ブナ目 フウロソウ目 フトモモ目 クロッソソマ目 ムクロジ目 フエルテア目 アブラナ目 アオイ目 ブドウ目 ユキノシタ目 ビワモドキ科 ベルベリドプシス目 ビャクダン目 ナデシコ目 ミズキ目 ツツジ目 ガリア目 リンドウ目 シソ目 ナス目 モチノキ目 セリ目 キク目 マツムシソウ目 |

ガリア目 (ガリアもく、Garryales) は被子植物の目のひとつで、ガリア科をタイプ科とするもの。クロンキスト体系や新エングラー体系では認められておらず、APG植物分類体系で認められている。
アオキ属など2属からなるガリア科と、トチュウ1種だけのトチュウ科の2つの科で構成されており、3属20種足らずの小さな目である。

## 分類
APG植物分類体系の2003年版では真正キク類 Iに属する。

|  | 真正キク類 Iの中の所属未確定のタクサ              |
|  |                                                   |
|  | リンドウ目                                        |
|  |                                                   |
|  | \| \| シソ目 \| \| \| \| \| \| ナス目 \| \| \| \| |
|  |                                                   |
|  | シソ目                                            |
|  |                                                   |
|  | ナス目                                            |
|  |                                                   |

|  | シソ目 |
|  |        |
|  | ナス目 |
|  |        |

|  | 真正キク類 Iの中の所属未確定のタクサ              |
|  |                                                   |
|  | リンドウ目                                        |
|  |                                                   |
|  | \| \| シソ目 \| \| \| \| \| \| ナス目 \| \| \| \| |
|  |                                                   |
|  | シソ目                                            |
|  |                                                   |
|  | ナス目                                            |
|  |                                                   |

|  | シソ目 |
|  |        |
|  | ナス目 |
|  |        |

- ガリア目 Garryales
  - ガリア科 Garryaceae
    - ガリア属 Garrya 北米に18種分布。
    - アオキ属 Aucuba 東アジアに3-10種分布

  - トチュウ科 Eucommiaceae
    - トチュウ属 Eucommia 中国に1種分布。

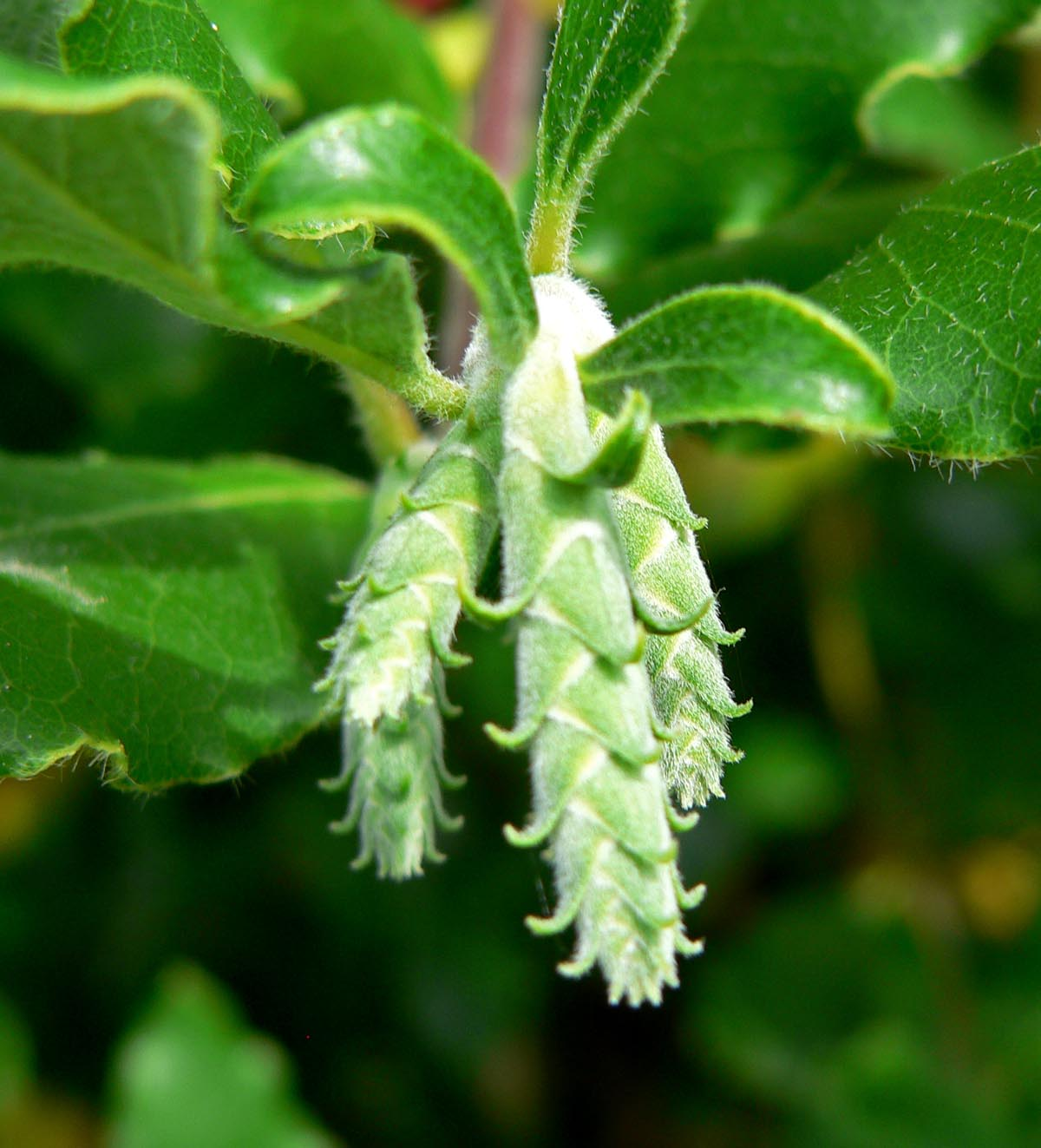

- Garrya elliptica